# Тироль (футбольный клуб, Инсбрук)
«Тиро́ль» — австрийский футбольный клуб из Инсбрука, прекративший существование в 2002 году. Трёхкратный чемпион Австрии.

## История
Футбольный клуб «Тироль» существовал с 1993 года до 2002-го, когда был объявлен банкротом. В этом же году на базе этой команды был создан другой клуб — «Ваккер», однако эта преемственность не имеет юридических оснований. В 2004 году бывшие президенты клуба Отмар Брюкмюллер и Мартин Кершер и финансовый менеджер команды Роберт Хочстафль были обвинены в коррупции.

## Достижения
- Чемпион Австрии (3): 1999/00, 2000/01, 2001/02
- Финалист Кубка Австрии (1): 2000/01
- Участник суперкубка Австрии (2): 1993, 2000, 2001
- Финалист Кубка Интертото (1): 1995

## Лучшие бомбардиры чемпионата Австрии
- 1995  Сулейман Сане — 20 голов
- 2001  Радослав Гилевич — 22 гола

## Тренеры клуба
| - 1993—1994, Хорст Кёппель - 1994, Вольфганг Шварц - 1994—1995, Йохан Кранкль - 1995—1997, Дитмар Константини - 1997, Хайнц Пешль - 1997—1998, Франтишек Кипро - 1999—2001, Курт Яра - 2001, Хайнц Биндер - 2001—2002, Йоахим Лёв |

## «Тироль» в еврокубках
| Сезон     | Соревнование    | Раунд                    | Страна                  | Клуб                 | Счёт                  |
| --------- | --------------- | ------------------------ | ----------------------- | -------------------- | --------------------- |
| 1993/1994 | Кубок кубков    | 1 раунд                  | Флаг Венгрии            | Ференцварош          | 3-0, 2-1              |
|           |                 | 1/8                      | Флаг Испании            | Реал Мадрид          | 1-1, 0-3              |
| 1994/1995 | Кубок УЕФА      | 1 раунд                  | Флаг Грузии (1990—2004) | Динамо (Тбилиси)     | 0-1, 5-1              |
|           |                 | 2 раунд                  | Флаг Испании            | Депортиво Ла-Корунья | 2-0, 0-4              |
| 1995      | Кубок Интертото | Групповой этап           | Флаг Мальты             | Флориана             | 4-0                   |
|           |                 | Групповой этап           | Флаг Израиля            | Хапоэль Петах-Тиква  | 2-0                   |
|           |                 | Групповой этап           | Флаг Франции            | Страсбур             | 0-4                   |
|           |                 | Групповой этап           | Флаг Турции             | Генчлербирлиги       | 3-2                   |
|           |                 | 1/8                      | Флаг Германии           | Кёльн                | 3-1                   |
|           |                 | 1/4                      | Флаг Германии           | Байер 04             | 2-2 (5-3 по пенальти) |
|           |                 | 1/2                      | Флаг Франции            | Страсбур             | 1-1, 1-6              |
| 1996/1997 | Кубок УЕФА      | 2 квалификационный раунд | Флаг Болгарии           | Славия               | 1-1, 4-1              |
|           |                 | 1 раунд                  | Флаг Франции            | Мец                  | 0-0, 0-1              |
| 1997/1998 | Кубок УЕФА      | 2 квалификационный раунд | Флаг Шотландии          | Селтик               | 2-1, 3-6              |
| 2000/2001 | Лига чемпионов  | 3 квалификационный раунд | Флаг Испании            | Валенсия             | 0-0, 1-4              |
| 2000/2001 | Кубок УЕФА      | 1 раунд                  | Флаг Италии             | Фиорентина           | 3-1, 2-2              |
|           |                 | 2 раунд                  | Флаг Германии           | Штутгарт             | 1-0, 1-3              |
| 2001/2002 | Лига чемпионов  | 3 квалификационный раунд | Флаг России             | Локомотив            | 1-3, 1-0              |
| 2001/2002 | Кубок УЕФА      | 1 раунд                  | Флаг Чехии              | Виктория Жижков      | 0-0, 1-0              |
|           |                 | 2 раунд                  | Флаг Италии             | Фиорентина           | 0-2, 2-2              |